# Leonid Osipov
Pour les articles homonymes, voir Osipov.
Leonid Mikhaylovich Osipov (en russe : Леонид Михайлович Осипов, né le 6 février 1943 à Moscou et mort le 5 novembre 2020) est un joueur de water-polo soviétique, triple médaillé olympique dont un titre en 1972.